# Moisés Barrio Duque
Moisés del Barrio Duque (Burgos, 4 de septiembre de 1896 - 11 de abril de 1975) fue un ingeniero y político republicano español.
Miembro primero del Partido Republicano Radical Socialista (PRRS) y, con su desaparición, de Izquierda Republicana, estuvo activo políticamente durante el reinado de Alfonso XIII, pero fue en la Segunda República cuando destacó como líder republicano en la provincia de Burgos. Del Barrio Duque se presentó como candidato a Cortes en las elecciones generales de 1933 dentro del PRRS, pero no resultó elegido; después, en las elecciones generales de 1936, si obtuvo el escaño dentro de la candidatura del Frente Popular.
Tras la Guerra Civil partió al exilio desde Sète (Hérault, Francia) junto con su mujer en el buque Sinaia con destino a México. Allí fue profesor de ingeniería en la Universidad Nacional Autónoma y estuvo vinculado a la Junta de Auxilio a los Republicanos Españoles (JARE), entidad para la que realizó las obras de mejora del Colegio Madrid. Regresó a España poco antes de morir.